# جیم فتینگهام
جیم فتینگهام (انگلیسی: Jim Fotheringham; ۱۹ دسامبر ۱۹۳۳ – ۱۶ سپتامبر ۱۹۷۷) فوتبالیست اهل بریتانیا بود.
از باشگاه‌هایی که در آن بازی کرده‌است می‌توان به باشگاه فوتبال آرسنال، باشگاه فوتبال نورث‌همپتون تاون، و باشگاه فوتبال هارت آف میدلوتیان اشاره کرد.